# Charlemagne et ses Leudes
Charlemagne et ses Leudes est un groupe statuaire monumental situé sur le parvis Notre-Dame - place Jean-Paul-II, dans le 4e arrondissement de Paris. Il est l'œuvre des frères sculpteurs français Charles et Louis Rochet et du fondeur d'art Thiébaut Frères. Il représente Charlemagne sur un cheval accompagné de ses leudes Roland et Olivier. Il a été présenté pour la première fois lors de l'Exposition universelle de 1878.

## Description
La statue en bronze représente un Charlemagne âgé, à cheval, coiffé de la couronne impériale et tenant dans sa main droite le long sceptre de Charles V. Devant lui, de part et d'autre de l'encolure du cheval et tenant sa bride, se tiennent debout deux de ses plus proches leudes : Roland et Olivier, tous les deux armés, casqués et portant une cotte de mailles. Roland, regardant à droite, porte l'épée Durandal et un olifant et tient à la main un labrys (qui au XIXe siècle et première moitié du XXe siècle est erronément dénommée francisque, arme associée aux Francs). Olivier, regardant à gauche, porte un poignard et tient une lance dans sa main. La statue fait entre 7 et 7,60 mètres de haut et pèse entre 15 et 16 tonnes. Elle repose sur un piédestal en pierre où est gravé sur un coté « Charlemagne et ses Leudes ».
La statue présente plusieurs anachronismes : 
- la présence de la couronne impériale et de Roland alors que celui-ci, mort en 778 lors de la bataille de Roncevaux, n'a pas pu connaitre le couronnement de Charlemagne qui s'est déroulé vingt-deux ans plus tard, en 800[4],[2];
- la couronne du Saint-Empire n'a été fabriquée au plus tôt qu'en 960 pour l'avènement d'Otton Ier ;
- le  sceptre de Charles V[4] ne sera fabriqué qu'au XIVe siècle[2] ;
- Olivier est un personnage fictif de chanson de geste.

## Localisation

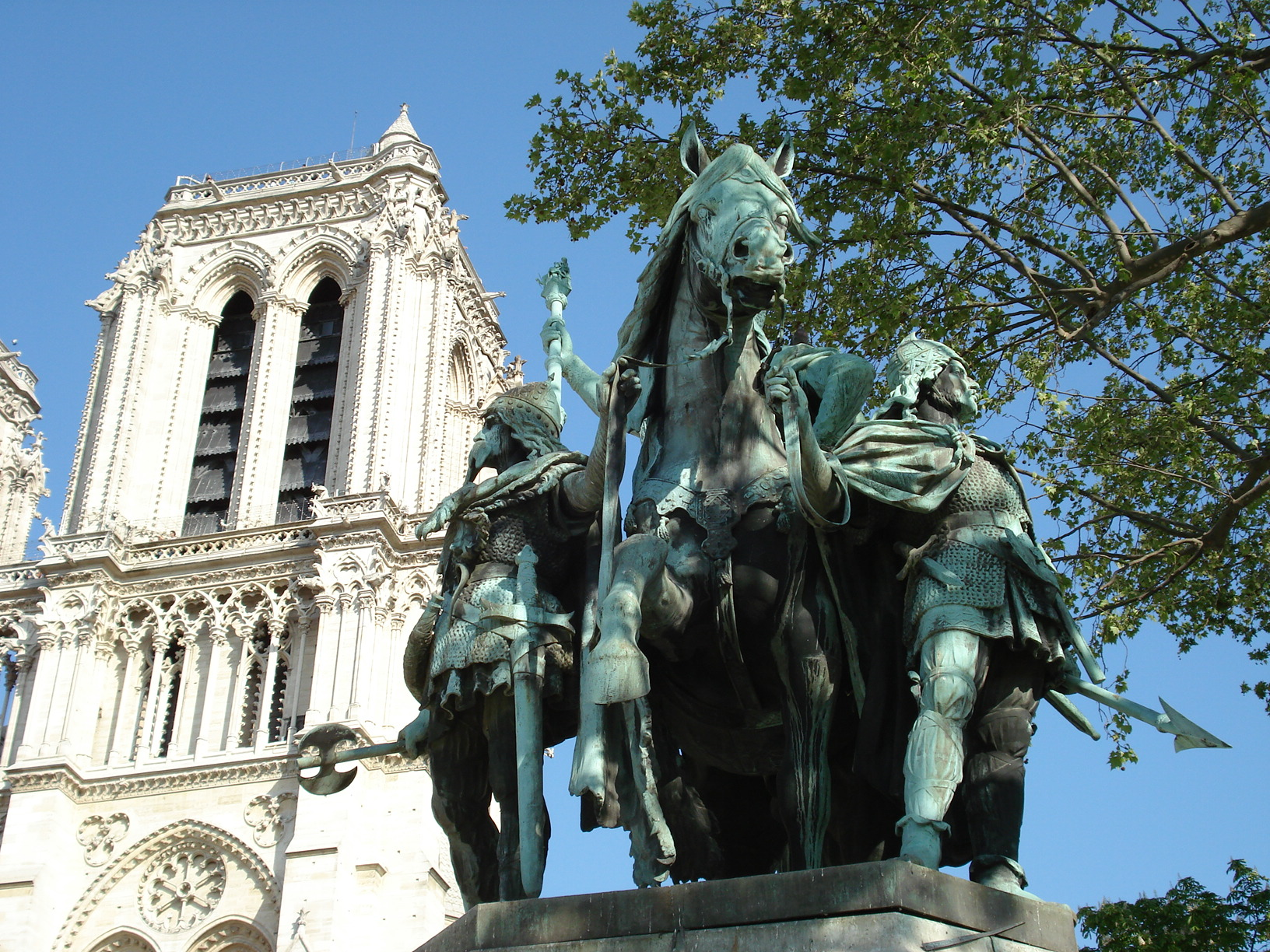
La statue devant la cathédrale Notre-Dame de Paris avec de part et d'autre du cheval de Charlemagne Roland à gauche et Olivier à droite.

La statue est située sur le côté sud du parvis Notre-Dame - place Jean-Paul-II devant la cathédrale Notre-Dame de Paris, au dessus de la promenade Maurice-Carême et de la Seine.

## Histoire

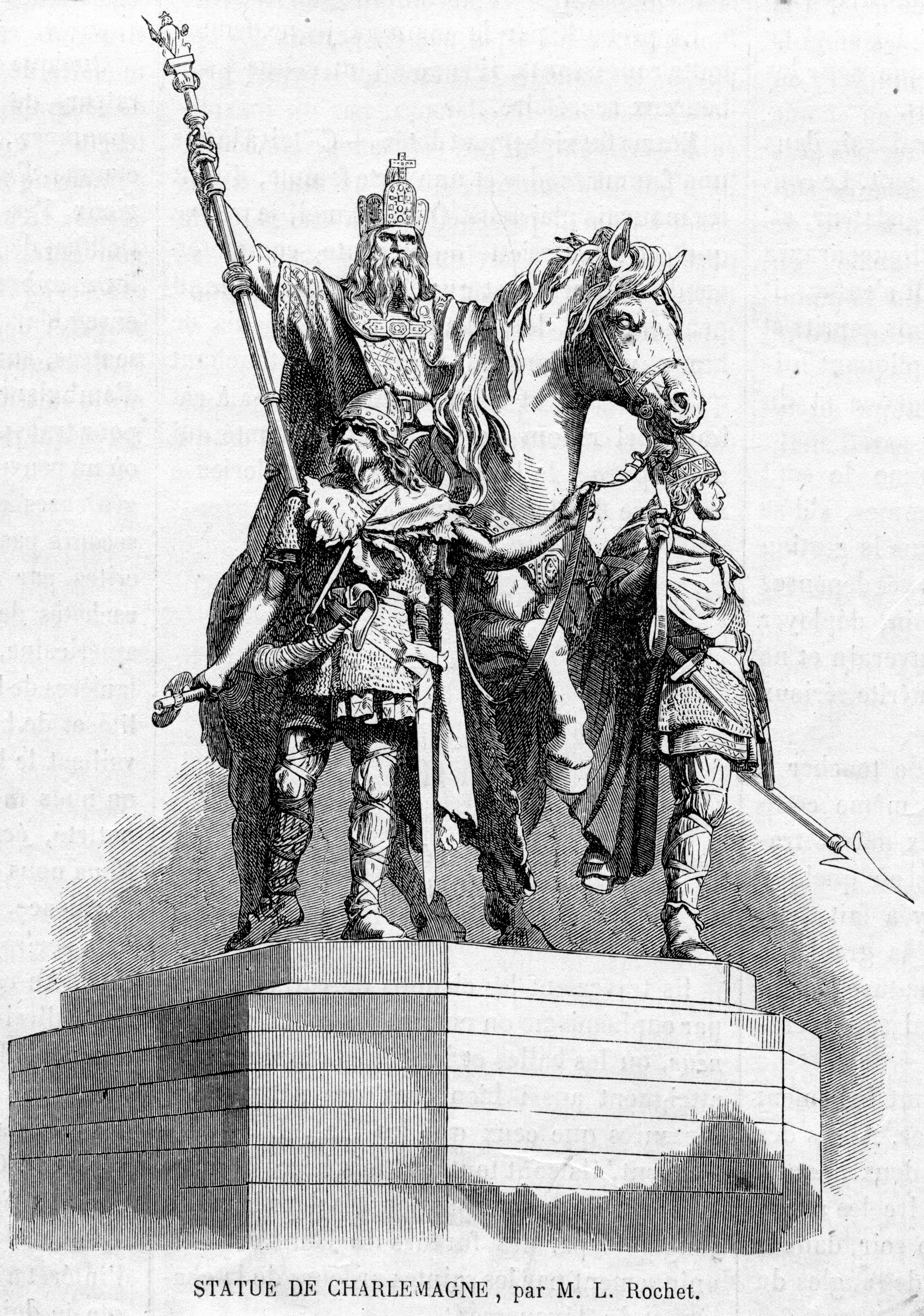
Dessin de la statue présentée à l'Exposition universelle de 1867.

Louis Rochet s'attelle à cette création après avoir réalisé la Statue de Guillaume le Conquérant à Falaise, et la Statue équestre de Pierre Ier, empereur du Brésil, à Rio de Janeiro. Le projet est présenté à l'empereur Napoléon III en 1853 puis la statue est exposée dans une version en plâtre à l'Exposition universelle de 1867 et en bronze à l'Exposition universelle de 1878, (sur le stand du fondeur Thiébaut Frères). Cette même année, Louis Rochet meurt et le plâtre est exposé sur le parvis de la cathédrale Notre-Dame. 
Mais avec la chute du Second Empire, la défaite face à la Prusse et la perte de l'Alsace-Moselle, la figure de Charlemagne, empereur et unificateur franco-allemand, n'est plus la bienvenue dans la nouvelle IIIe République. Le conseil de Paris se déchire sur cette statue, la gauche n'en veut pas — estimant que Charlemagne était un tyran, donc une figure anti-républicaine, qui n'a par ailleurs que peu à voir avec l'histoire de la capitale — la droite la défend et les modérés tergiversent. Eugène Viollet-le-Duc qui vient de restaurer Notre-Dame la défend avec ardeur. Mais finalement le Conseil de Paris refuse l'œuvre. Cela déclenche une courte mais violente campagne de presse et un soutien populaire pour la statue. La fonderie Thiébaut Frères trouve un stratagème en proposant de l'installer à ses frais pour une durée de trois ans, espérant que la municipalité parisienne finirait par l'acheter. Le Conseil de Paris revient sur sa décision et autorise, à titre provisoire, son installation sur le parvis de la cathédrale.
Les anciens bâtiments de l'Hôtel-Dieu situés le long de la Seine venant d'être démolis, agrandissant le parvis, ils sont remplacés par un square, où est installée la statue en 1882. Elle est inaugurée le 14 juillet de cette même année puis finalement acquise par la ville en 1896 mais celle-ci ne paiera que 35 000 francs le prix de la fonte alors qu'elle en avait coûté 160 000. Ne devant initialement pas rester longtemps, elle repose sur un socle en bois recouvert d'une toile goudronnée. Ce socle avait été dessiné quelques années plus tôt par Violet-Leduc. En 1906, il prend feu, en raison de sans-abris qui s'y étaient réfugiés. Le socle est en conséquence remplacé par un nouveau en pierre de 6 mètres de haut et 7 mètres 30 de large. Plusieurs fois, le conseil municipal songea à déplacer la statue dont sur la place Vauban dans le 7e arrondissement en 1908, puis fit un appel pour la donner à une autre ville lors du réaménagement du parvis dans les années 1970 avec l'idée de lui substituer le pilier des Nautes, célèbre monument gallo-romain ; aucun de ces projets n'aboutit (Metz avait répondu à l'appel mais refusa finalement de payer les frais de transport,).
Pendant la Seconde Guerre mondiale, sous l'occupation allemande, au contraire de nombreuses autres statues en bronze qui ont été fondues par l'Occupant, la statue de Charlemagne aurait été préservée du fait de l'importance de Charlemagne dans l'histoire allemande,.